# Stenoloba ferrimacula
Stenoloba ferrimacula là một loài bướm đêm trong họ Noctuidae.